# 地雷を踏んだらサヨウナラ
『地雷を踏んだらサヨウナラ』（じらいをふんだらサヨウナラ）は、報道写真家・一ノ瀬泰造が残した書簡などをまとめた書籍、およびそれを原作とした1999年の日本映画。
書籍は1978年に『地雷を踏んだらサヨウナラ-一ノ瀬泰造写真・書簡集』として出版され、1985年に講談社から文庫化された。

## 映画
1999年に、奥山和由が松竹退社後に設立した「チーム・オクヤマ」第1回作品として映画化された。

### キャスト
- 一ノ瀬泰造：浅野忠信
- チェット・セン・クロイ：ソン・ダラカチャン
- ティム・ヒル：ロバート・スレイター
- マダム：ペン・ファン
- 一ノ瀬清二：川津祐介
- 一ノ瀬信子：市毛良枝
- 一ノ瀬淑乃：羽田美智子
- レ・ファン：ボ・ソンフン
- 一ノ瀬紀子：三輝みきこ
- 一ノ瀬久美子：山田咲耶
- 松山：矢島健一
- チャンナ：ピンヨウ・ジェーンソンブーン
- ソッタ：オーパ・ジェーンソンブーン
- 名取幸政
- 平尾仁

ほか

### スタッフ
- 製作：チーム・オクヤマ
- 監督：五十嵐匠
- プロデューサー：奥山和由
- エグゼクティブ・プロデューサー：中村雅哉
- アソシエイト・プロデューサー：大山幸英、桜井勉
- 原作：一ノ瀬泰造
- dedicated to：一ノ瀬清二・信子・紀子・淑乃・久美子
- 脚本：丸内敏治、五十嵐匠
- 音楽：安川午朗
- 音響効果：東洋音響カモメ
- タイトル：マリンポスト
- 助監督：兼重淳
- プロダクションアシスタント：森井輝
- 現像：ソニーPCL
- スタジオ：日活撮影所、東映東京撮影所
- 製作協力：グループ現代、武雄テレビ
- 配給：シネカノン